# ماريو أسيفيدو (لاعب كرة قدم)
ماريو أسيفيدو (بالإسبانية: Mario Acevedo)‏ هو لاعب كرة قدم غواتيمالي، ولد في 15 فبراير 1969 في بويرتو باريوس في غواتيمالا. شارك مع منتخب غواتيمالا لكرة القدم. أما مع النوادي، فقد لعب مع ميونيسيبال.

## وصلات خارجية
- ماريو أسيفيدو على موقع الاتحاد الدولي (مؤرشف)  (الإنجليزية)
- ماريو أسيفيدو على موقع قاعدة بيانات كرة القدم.إي يو (الإنجليزية)
- ماريو أسيفيدو على موقع ناشيونال فوتبول تيمز (الإنجليزية)